# Etnomedicina
L'etnomedicina è una branca dell'etnobotanica e dell'antropologia medica che si occupa dello studio delle medicine tradizionali: non solo quelle che hanno rilevanti fonti scritte (ad esempio la medicina tradizionale cinese, l'ayurveda), ma soprattutto quelli, le cui conoscenze e le pratiche sono state trasmesse oralmente nel corso dei secoli. L'importanza dello studio delle medicine tradizionali è dovuto principalmente al fatto che gran parte della popolazione mondiale non può accedere a forme diverse di cura e come possibile fonte di nuove ricerche per la medicina accademica.

## Studi scientifici
In ambito scientifico, gli studi etnomedici sono generalmente caratterizzati da un forte approccio antropologico, o da un forte approccio biomedico, in particolare nei programmi di scoperta delle droghe.